# Kalistrat
Kalistrat – imię męskie pochodzenia greckiego. Wywodzi się ze złożenia słów kalios i stratos oznaczających kolejno "piękno" i "armia". Imię to nosiło kilku świętych katolickich.
Kalistrat imieniny obchodzi 10 października i 26 października.